# Szlak Podkarpackiego Jadła i Wina

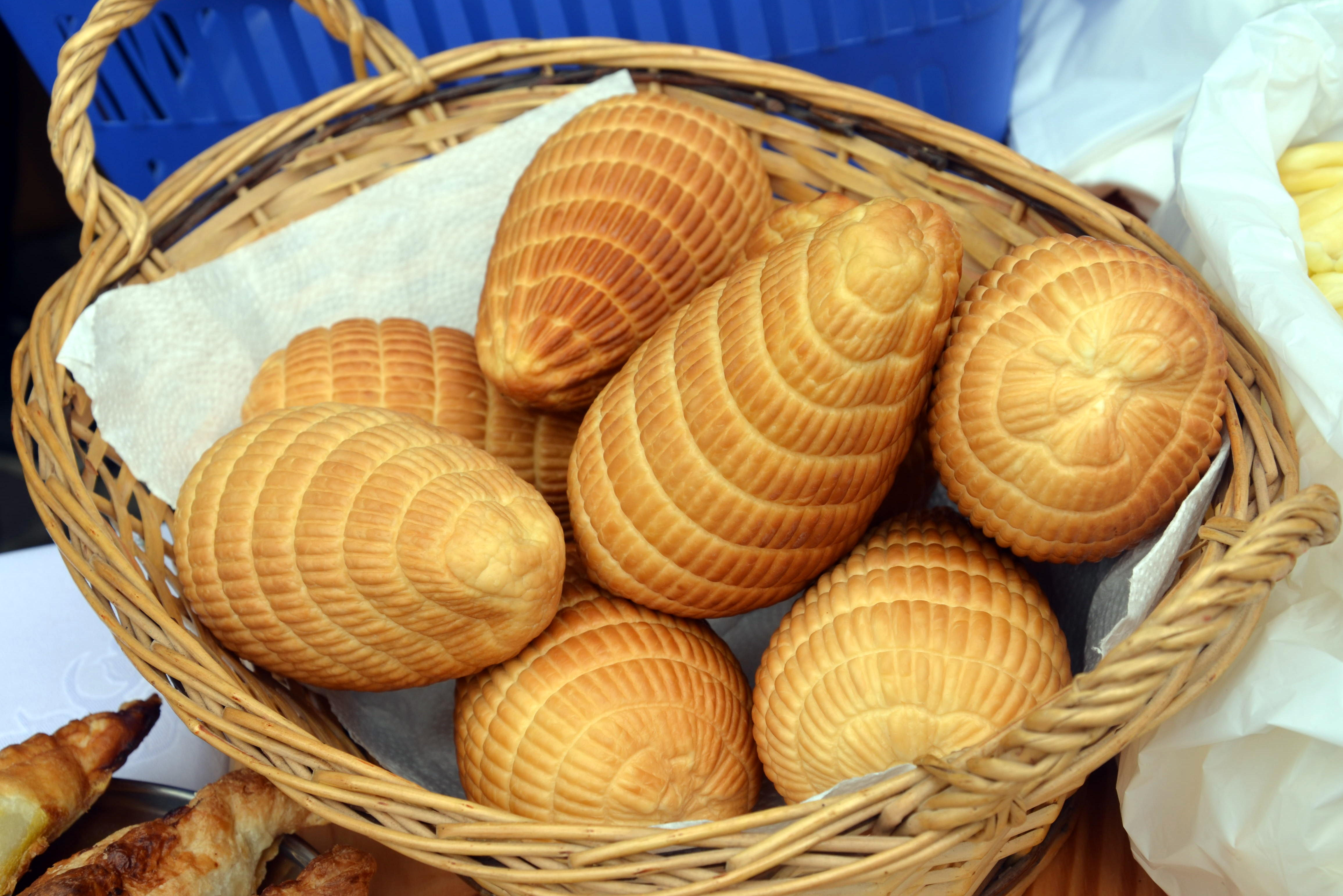
Sery beskidzkie na jarmarku w Rzeszowie

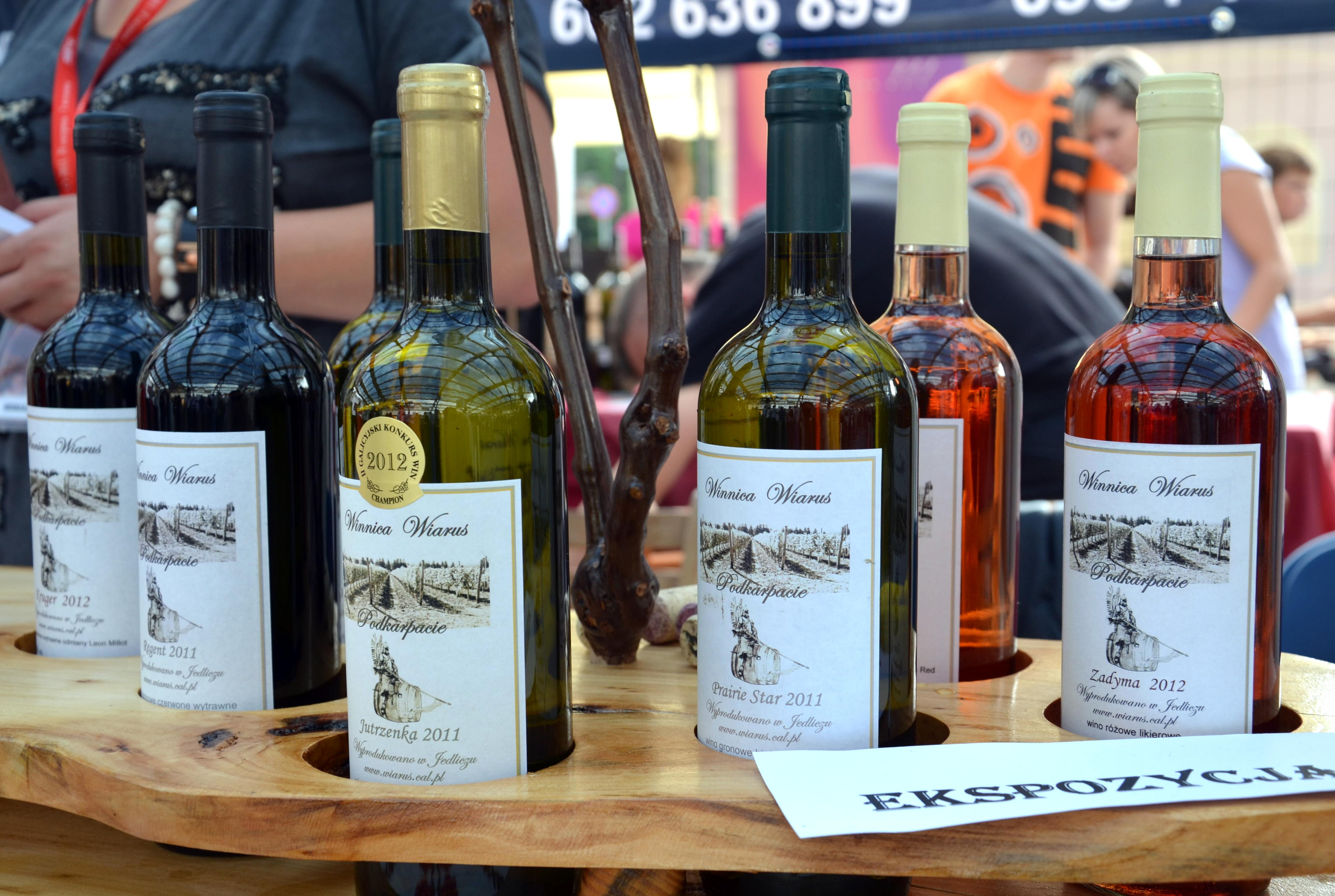
Wina z Podkarpacia

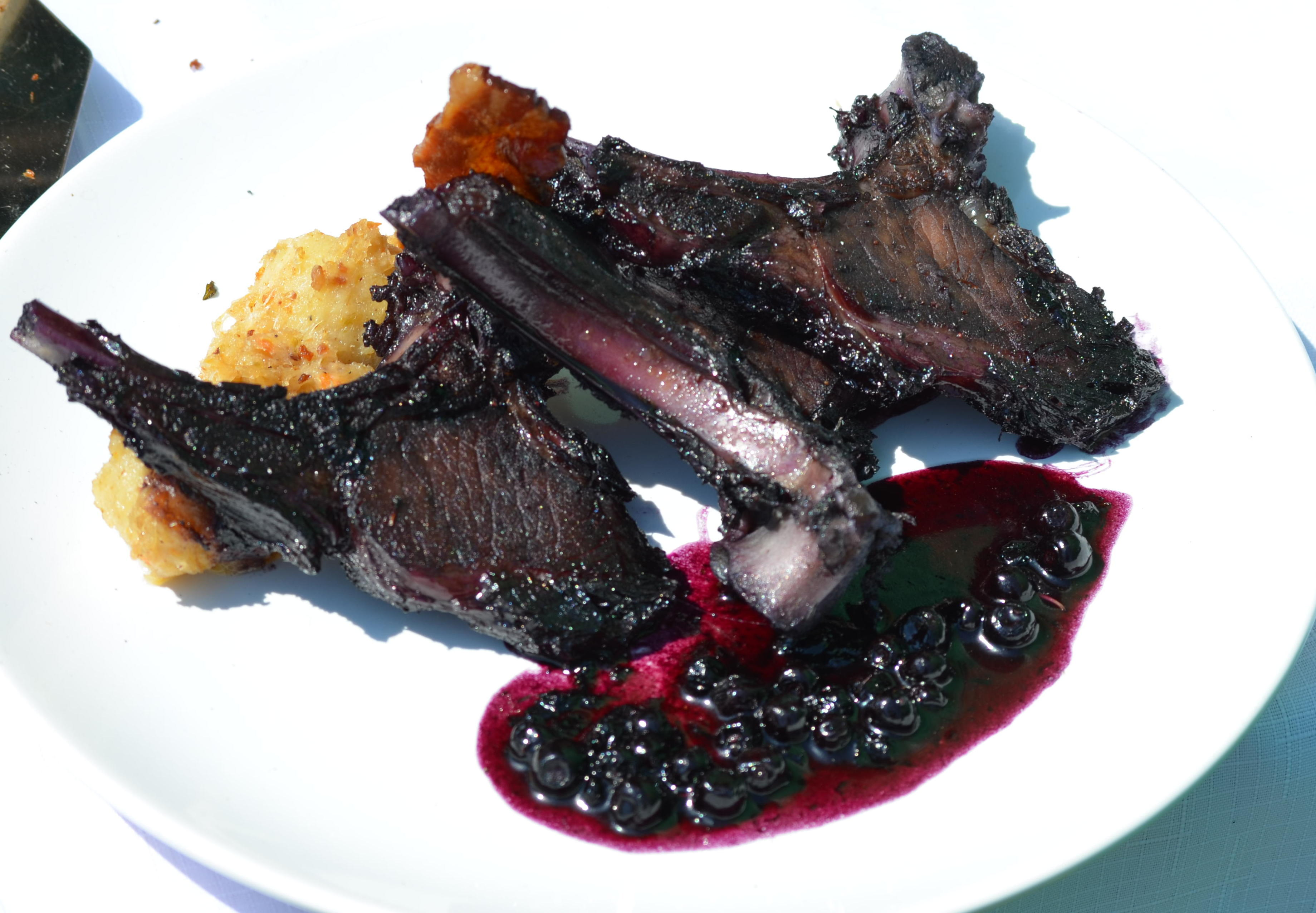
Schaby z dzika w sosie borowikowym (Agro-Bieszczady)

Szlak Podkarpackiego Jadła i Wina – turystyczny szlak kulinarny przebiegający przez teren województwa podkarpackiego.

## Charakterystyka
Produkt turystyczny został stworzony w 2012 celem promocji tradycyjnych, podkarpackich dań regionalnych (zwłaszcza z dziczyzny), a także specjałów wywodzących się z kuchni bojkowskiej i łemkowskiej. Pomysłodawcą była Podkarpacka Regionalna Organizacja Turystyczna przy wsparciu finansowym Zarządu Województwa Podkarpackiego. Na szlaku znajdują się restauracje, hotele, winnice i gospodarstwa agroturystyczne, oferujące produkty miejscowej kuchni. Oprócz tego szlak promuje festiwale i jarmarki oraz lokalne zabytki i walory przyrodnicze Podkarpacia, Roztocza i Beskidu Niskiego.

## Zasięg
Szlak prowadzi przez następujące miejscowości: 

- Babica,
- Bachórz,
- Cisna,
- Dubiecko,
- Dźwiniacz Dolny,
- Jasło,
- Kombornia,
- Leżajsk,
- Lutowiska,
- Łańcut
- Łodyna,
- Mielec,
- Uherce Mineralne,
- Strzegocice,
- Polańczyk,
- Przysłup,
- Pstrągowa,
- Ruda Różaniecka,
- Rzeszów,
- Sanok,
- Smolnik,
- Ustrzyki Dolne,
- Ustrzyki Górne,
- Wetlina[3].